# Argyrolagus
O Argyrolagus (argyro = prata, lagus = coelho), foi um marsupial pré-histórico da América do Sul que viveu no período Plioceno.
Este animal parecia um gerbilo, ou um canguru em miniatura e é possível que tivesse orelhas grandes. Sua cauda era longa e ele era provavelmente um habitante do deserto.
Era um animal noturno e herbívoro, e seus parentes vivos mais próximos são os pequenos animais da ordem dos paucituberculata, que parecem gambás mas são do tamanho de um rato.